# ویربهدرا
ویربهدرا (به انگلیسی: Veerbhadra) یک زیستگاه انسانی در هند است که در Dehradun district واقع شده‌است.

## خصوصیات
ویربهدرا ۱۳٬۲۷۱ نفر جمعیت دارد و ۳۳۰ متر بالاتر از سطح دریا واقع شده‌است.